# Morsányi Bernadett
Morsányi Bernadett (Budapest, 1981. október 18. – ) irodalomtörténész, Dobai Péter-kutató, forgatókönyvíró, művészeti író. Első novelláskötete 2016-ban rögtön elnyerte a Budapest a fiatal tehetségekért program különdíját.

## Élete
Az Eötvös Loránd Tudományegyetem Bölcsészettudományi Karán végzett magyar és történelem szakon. De a filmművészet iránti érdeklődése kapcsán sűrűn látogatta a filmesztétika órákat is. A doktori fokozatát is itt szerezte a legújabb kori magyar irodalom doktori programján, témája Dobai Péter író munkássága volt. 2007-ben írta meg első regényét A sehány éves kisfiú (egy regény felé) címmel, amely 2015-ben jelent meg a Kalligram Kiadó gondozásában.
"Érdemes törekedni rá, hogy az embernek irodalmi értékű álmai legyenek." – ezzel a mondattal kezdődik Álommásolatok című elbeszélése, amely egyben meghatározza művészeti írói ars poétikáját is. Az Álommásolatok című novelláját is tartalmazó első kötetét – A sehány éves kisfiú és más (unalmas) történeteket – Grunwalsky Ferenc filmrendező méltatta az Írók boltjában tartott könyvbemutatóján: kiemelte, hogy nagyon ritka az ilyen őszinte és tiszta hang napjainkban. A szerző "úrilány", mivel a napjainkban már kötelező jelleggel könyvszereplő trágárságot teljesen elkerülte, vállalva ezzel a marginalizálódást.
Az irodalom senkiföldjén – Fejezetek Dobai Péter írás- és filmművészetéről címmel doktori dolgozatát 2014. október 7-én védte meg az Eötvös Loránd Tudományegyetemen, melynek továbbfejlesztése nyomán jelenhetett meg 2016. tavaszán az L'Harmattan Kiadó gondozásában az Egyedül szembejövet – Dobai Péter (és) művészete című első Dobai Péter monográfia. A kötet könyvbemutatóján Dobai Péter író kiemelte, hogy a 21. században ritkaság az ilyen elmélyültséggel, pontossággal és körültekintéssel elkészített kötet. "Dobai-monográfiája nemcsak egy részben ismert, részben elfelejtett, részben félrevonult alkotó egészében izgalmas és felkavaró életművét rajzolja újra, hanem egy olyan szellemi perspektívát rekonstruál, amely átható fényt vet mintegy ötven év kormozgásaira, felragyogtatva annak egyes sűrűsödési és csúcspontjait is. A Dobai-életmű komplexitásával együtt egy lehetséges, de sok érdek által félretolt, alternatív irodalmi gyakorlatot mutat fel, amelyet a képi gondolkodás (film) és a nyelvi rendszerkutatás formaalkotó érvénnyel alakított. A világhírű Mephisto (Szabó István filmje) írója, a filmtörténeti jelentőségű Archaikus torzó alkotója, a Csontmolnárok (regény) és az Imago (elbeszélés) képalkotója, a Kilovaglás egy őszi erődből és az Egy arc módosulásai (verseskötetek) képnyelvi mesterpionírja egyenként és együtt utánozhatatlan modellt alkot, amelyben az esendő és heroikus élet merevül időtlen műalkotásba." – olvashatjuk a kötet fülszövegében.
A Budapest a fiatal tehetségekért program különdíját 2016-ban A sehány éves kisfiú és más (unalmas) történetek című novelláskötetéért kapta meg, Pesti Kalligram Kiadó gondozásában megjelent könyve egy egyedülálló bölcsész anya korántsem unalmas életét mutatja be. "A díját olyan 35 év alatti elsőkötetes írónak szánták, aki egyéni látásmódjával, friss, izgalmas könyvével érdemelte ki az elismerést." – hangzik a döntés indoklása.
Az utóbbi években számos interjút (András Ferenc, Bikácsy Gergely, Dobai Péter, Grunwalsky Ferenc, Hajdu Szabolcs, Köbli Norbert, Magyar Dezső, Márcio-André de Sousa Haz, Szomjas György, Török Ferenc, Vranik Roland) készített a Filmvilág számára. A Bálint Házban tartott Bódy 70 emlékülés egyik beszélgetőtársa (Gelencsér Gábor és Kádár Anna filmesztétákkal).

## Kritikák
"A sehány éves kisfiú életrajzi regénynek vagy novellaciklusnak van álcázva, de valójában intertextuális varieté, amelyet az is élvezhet, aki nem mindig ismer rá a beleszőtt alapszövegekre. Morsányi Bernadett irodalmi értelemben vett nagyszülei Czóbel Minka és Kaffka Margit, illetve Krúdy Gyula és Mándy Iván. Leginkább az ő írói világuk elemeiből építi fel a sajátját, de könyve lapjain hangsúlyosan jelen van A sehány éves kislány című, mindmáig népszerű régi gyerekkönyv is. Morsányi Bernadett már most elég erős írói egyéniség ahhoz, hogy ilyen provokációval fricskázza meg az olvasót, az olvasó pedig tapasztalni fogja, hogy a könyv épp az ellenkezője annak, amit unalmasnak szokás tartani." (Márton László író, 2015.)

## Főbb művei
- Az öcsém nevetett rajtam (novella, in: Üzenet 2006/1. téli különszám)
- Papa (novella, in: Üzenet 2006/1. téli különszám)
- Fázom, tényleg (novella, in: Üzenet 2006/1. téli különszám)
- Semmi (novella, in: Üzenet 2006/1. téli különszám)
- Ami az ünnepi műsorból kimaradt (kritika, in: Üzenet 2007/4.)
- Pilinszky másodlagos teremtései – Rekviem és filmálmok a „levegőtlen présben” (előadás, in: Fűzfa Balázs (szerk.): Apokrif: A konferencia szerkesztett és bővített anyaga (Szombathely–Bozsok–Velem 2008. április 18–19.), Savaria University Press, Szombathely, 2008. pp. 232-244.)
- Magyarország és egy ifjú nemzedék a hatvanas-hetvenes évek fordulóján (In: ELTE doktori publikáció a Doktor Iskola honlapján, 2009.) [kötetben: Egyedül szembejövet – Dobai Péter (és) művészete]
- Apátlan nemzedék – Egy város, egy fiú, és egy apa (in: ELTE doktori publikáció a Doktori Iskola honlapján, 2009.) [kötetben: Egyedül szembejövet – Dobai Péter (és) művészete]
- Az „együvé-nem-tartozás nemzedéke” és a lézengő hős – „vagy a hősök falnak támaszkodnak és legyintenek” (in: ELTE doktori publikáció a Doktori Iskola honlapján, 2009.) [kötetben: Egyedül szembejövet – Dobai Péter (és) művészete]
- Az Ady-hatás tényezői az ifjú szívekben – „Ifjú szívekben élek s mindig tovább” (előadás, in: Fűzfa Balázs (szerk.): Kocsi-út az éjszakában: A Nagykárolyban, Érmindszenten és Nagyváradon 2010. május 6-8-án rendezett Kocsi-út az éjszakában-konferencia szerkesztett és bővített anyaga, Savaria University Press, Szombathely, 2011. pp. 344-356.)
- Rekonstrukciós kísérlet[ek] – Adalékok a Dohány utcai lakásszínházhoz (tanulmány, in: Színház 2012/4.)
- Álommásolatok (novella, in: Irodalmi Jelen XII. évfolyam 127. szám, 2012. május 12.) [kötetben: A sehány éves kisfiú és más (unalmas) történetek]
- Az irodalom senkiföldjén – Fejezetek Dobai Péter írás- és filmművészetéről (tézisfüzet, ELTE, Bp., 2014. p. 15)
- "Egyedül szembejövet" – Dobai Péter költészetéről (tanulmány, in: Parnasszus 2014/2. [nyár])
- (Egri) csillagok (novella, in: Élet és Irodalom 2015. május 15.) [kötetben: A sehány éves kisfiú és más (unalmas) történetek]
- A sehány éves kisfiú és más (unalmas) történetek (novellák, Kalligram, Pozsony, 2015. p. 328)
- Szoros időkeretben – beszélgetés Köbli Norberttel (interjú, in: Filmvilág 2015/8.)
- Menekülés az érzelembe – a török filmművészetről (tanulmány, in: Filmvilág 2015/10.)
- Kitörés az őszi erdőből – Dobai Péter: Belvedere (kritika, in: Alföld 2015/10.)
- Voltam élni – beszélgetés Dobai Péterrel (interjú, in: Filmvilág 2016/1.)
- Néhány kérdés Dobai Péterről – beszélgetés Grunwalsky Ferenccel (interjú, in: Kalligram 2016/3.)
- Egyedül szembejövet – Dobai Péter (és) művészete (monográfia, L'Harmattan, Bp., 2016. p. 272)
- Vászonra írt irodalom – Gerőcs Péter Márton Lászlóról készített portréfilmjéről… (kritika, in: dunszt.sk online 2016. május 19.)
- Love (is all you nedd) – krakkói filmmozaik (beszámoló, in: dunszt.sk online 2016. június 20.)
- (Egri) csillagok (novella, in: Turi Tímea (szerk.): Körkép 2016 – harminchét magyar író kisprózája, Magvető Könyvkiadó, Bp., 2016. pp. 279-284.) [saját kötetben: A sehány éves kisfiú és más (unalmas) történetek]
- A szív segédigéi – Edelényi János: Jutalomjáték (kritika, in: dunszt.sk online 2016. november 10.)
- Bármi megtörténhet – Marcel Lozinski dokumentumfilmje (kritika, in: Filmvilág 2016/12.)
- Makacs fiúk – beszélgetés Szomjas Györggyel (interjú, in: Filmvilág 2016/12.)
- Fekete sors – beszélgetés Vranik Rolanddal (interjú, in: Filmvilág 2017/1.)
- Tulajdonságok nélküli emberek – Dobai Péter és a film (tanulmány, in: Filmvilág 2017/3.)
- Hiányzó láncszem – beszélgetés Török Ferenccel (interjú, in: Filmvilág 2017/3.)
- Tükör által homályosan – Linn Ulmann: A nyugtalanok (kritika, in: dunszt.sk online 2017. március 29.)
- Szenvedély a celluloidon – beszélgetés Magyar Dezsővel 1. rész (interjú, in: Filmvilág 2017/6.)
- Szenvedély a celluloidon – beszélgetés Magyar Dezsővel 2. rész (interjú, in: Filmvilág 2017/7.)
- Pentimento (novella, in: Élet és Irodalom 2017. augusztus 18.)
- Életem filmjei – beszélgetés András Ferenccel 1. rész (interjú, in: Filmvilág 2017/9.)
- Életem filmjei – beszélgetés András Ferenccel 2. rész (interjú, in: Filmvilág 2017/10.)
- Nők férfiak nélkül – Mészáros Márta Aurora Borealis – Északi fény című filmjéről (kriika, in: dunszt.sk online 2018. január 22.)
- Angyal az ablakban – beszélgetés Márcio-André de Sousa Haz brazil filmrendezővel, költővel (interjú, in: dunszt.sk online 2018. február 5.)
- Húsbanda – Szász János A hentes, a kurva és a félszemű című filmjéről (kritika, in: dunszt.sk online 2018. március 8.)
- Mi kell még nektek? – Kostyál Márk Kojot című filmjéről (kritika, in: dunszt.sk online 2018. március 26.)
- Bustert látni – beszélgetés Bikácsy Gergellyel (interjú, in: Filmvilág 2018/6.)
- Magyar Godard – beszélgetés Grunwalsky Ferenccel (interjú, in: Filmvilág 2018/7.)
- Csók (novella, in: Élet és Irodalom 2018. július 6.)

## Díjak, elismerések
- Margó-díj jelölés (2016)
- Budapest a fiatal tehetségekért program különdíja (2016)